# Dirofilarien
Dirofilarien (Dirofilaria, von lateinisch dirus ‚unheilvoll‘ und filum ‚Faden‘) sind eine Gattung der Rollschwänze. Die Parasiten befallen vor allem Raubtiere, selten auch den Menschen. Typspezies ist der Herzwurm (D. immitis), ein Parasit, der vor allem den rechten Herzvorhof und den Truncus pulmonalis von Hunden befällt. Er ist der größte Vertreter der Gattung und hat als Auslöser der Herzwurmerkrankung auch die größte medizinische Bedeutung. Dirofilarien haben als Zwischenwirt verschiedene Stechmücken. Sie nehmen beim Saugen die Larve 1 (Mikrofilarien) auf. Im Zwischenwirt erfolgt die Weiterentwicklung bis zum dritten Larvenstadium, welches beim Saugakt wieder auf den Endwirt übertragen wird. Die von den Vertretern der Gattung hervorgerufenen Erkrankungen werden als Dirofilariosen bezeichnet.

## Merkmale
Dirofilarien sind weiße, dünne, fadenförmige Rundwürmer mit abgerundetem Vorderende. Die Mundöffnung hat keine Lippen, die Mundhöhle ist reduziert, die Kopfpapillen sind klein. Der Ösophagus ist verkürzt und nur undeutlich in einen muskulösen und einen Drüsenteil untergliedert. Das Hinterende ist bei Weibchen ebenfalls abgerundet und ihre Geschlechtsöffnung liegt unmittelbar hinter der Verbindung zwischen Ösophagus und Darm. Die weiblichen Geschlechtsorgane sind paarig. Die Eierstöcke liegen im hinteren Körperabschnitt, der Oviduct ist gewunden und steht mit Samentasche (Receptaculum seminis) und Uterus in Verbindung. Die einfach aufgebaute Vagina verläuft gewunden und mündet in der unpaaren Vulva. Das Hinterende der Männchen ist konisch und spiralig gewunden, die beiden Spicula sind unterschiedlich lang, eine Führungsstruktur (Gubernaculum) ist nicht ausgebildet.

## Arten
Die Gattung enthält etwa 27 Arten, von denen sechs (D. repens, D. immitis, D. striata, D. tenuis, D. ursi und D. spectans) auch den Menschen als Fehlwirt befallen können. Manche Autoren unterscheiden zwei Untergattungen: Dirofilaria und Nochtiella.
- Dirofilaria acutiuscula
- Dirofilaria bonnei
- Dirofilaria cancrivori
- Dirofilaria corynodes
- Dirofilaria freitasi
- Dirofilaria genettae
- Dirofilaria granulosa
- Dirofilaria immitis, Herzwurm des Hundes
- Dirofilaria incrassata
- Dirofilaria linstowi
- Dirofilaria lutrae, Hautwurm des Nordamerikanischen Fischotters
- Dirofilaria macacae
- Dirofilaria macrodemos
- Dirofilaria magnilarvatum
- Dirofilaria minor
- Dirofilaria pagumae
- Dirofilaria panamensis
- Dirofilaria repens, Unterhautfilarie des Hundes
- Dirofilaria sachsi
- Dirofilaria spectans
- Dirofilaria striata
- Dirofilaria subdermata
- Dirofilaria sudanensis
- Dirofilaria tawila
- Dirofilaria tenuis, Dirofilarie des Waschbären
- Dirofilaria ursi, Dirofilarie bei Schwarz- und Kragenbären

Die Zuordnung von D. aethiops, D. andersoni, D. conjunctivae, D. desportesi, D. fausti, D. hystrix, D. indica, D. louisianensis, D. magalhaesi, D. nasuae, D. pongoi, D. schoutedeni, D. spinosa, D. spirocauda und D. subcutanea ist umstritten. D. asymmetrica, D. digitala, D. kuelzii, D. ochmanni, D. pauliani, D. roemeri, D. scapiceps, D. timidi, D. uniformis und D. websteri wurden von Trotti et al. anderen Gattungen zugeordnet.